# Palazzo Dogana (Molfetta)
Palazzo Dogana è un edificio di Molfetta, che sorge ai margini del borgo antico, di fronte al porto. Nel corso della sua storia è stato sede del Seminario Vescovile, della Dogana e della Capitaneria di porto. Durante seconda guerra mondiale ha, inoltre, ospitato le truppe dirette al fronte greco.
A partire dalla seconda metà del XX secolo, l'edificio ha vissuto un periodo di abbandono e degrado, fino al 2017. Nel 2019, dopo accurati lavori di restauro e restituzione di un bene storico e monumentale con valorizzazione in continuità, è stato inaugurato l'albergo 5 stelle "Dogana Resort".

## Storia
Osservando attentamente l'edificio si nota come esso sia in realtà il risultato di una serie di trasformazioni e restauri avvenuti nel corso dei secoli. 
Durante il Medioevo, quello che sarebbe poi diventato Palazzo Dogana faceva ancora parte della cinta muraria del borgo, come testimoniava, fino al 1812, un torrione rotondo, posto nel punto d'incontro con il lato meridionale delle fortificazioni.
Le prime notizie riguardo all'edificio risalgono al 25 novembre 1655, quando il vescovo Giovanni Tommaso Pinelli acquista una "casa palaziata" dal nobile Giovanni Maria de Luca ad un prezzo di circa milleduecento ducati (cfr. C. Pisani, Palazzo Dogana, cfr. sito web de "l'altra Molfetta", Dicembre 2017). 
Successivamente, tra il 1673 e il 1694, vengono acquistate altre porzioni del palazzo della famiglia de Luca, andano a definire i confini del sito dove sarebbe sorto il nuovo Seminario.
Tra la fine del XVII e l'inizio del XVIII secolo ebbero luogo i lavori al palazzo vescovile e al palazzo del Seminario, che terminarono nel 1713, anno di inaugurazione del nuovo Seminario da parte del vescovo Fabrizio Antonio Salerni. Sempre Salerni ottenne il 2 maggio 1725, l'autorizzazione dalla Santa Sede ad istituire l'Episcopio.
Nel 1760 il Seminario fu oggetto di imponenti lavori di ristrutturazione, completati in 3 anni con un costo di circa ventunomila ducati.
Nel 1767 il vescovo Orlandi inoltrò una richiesta al re, per ottenere il trasferimento della Cattedrale e dell'Episcopio nella chiesa e nei locali appartenuti alla disciolta Compagnia del Gesù, trasferimento avvenuto nel 1776.
Con le leggi n°794 del 21 agosto 1862, n°3036 del 7 luglio 1866 e n°3848 del 15 agosto 1867, la vecchia sede del Seminario viene ceduta al Demanio dello Stato.
Successivamente l'edificio diventa sede della Dogana e della Capitaneria di Porto e, a partire dal secondo dopoguerra, gli archivi di quest'ultima e gli uffici per le visite mediche di idoneità al servizio militare di leva.